# Новосёлки (Новосёлковский сельсовет, Ляховичский район)
Новосёлки (бел. Навасёлкі) — агрогородок в Ляховичском районе Брестской области Республики Беларусь. Административный центр Новосёлковского сельсовета.

## География
Расположен в 12 км на юго-восток от Ляховичи, 232 км от Бреста, 7 км от железнодорожной станции Ковали. 

### Гидрография
Протекает река Ведьма.

## История
В 1909 году в Даревской волости Новогрудского уезда Минской губернии.
В 2010 году деревня Новосёлки преобразована в агрогородок.

## Население

### Численность
- 2009 год — 441 жителей

### Динамика
- 1909 год — 554 жителей, 7 дворов[2]
- 1999 год — 403 жителей, 167 дворов (перепись населения)
- 2009 год — 441 жителей (перепись населения)[2]

## Инфраструктура
Средняя школа, детский сад, Дом культуры, библиотека, отделение связи, торговые объекты.

## Экономика
- ОАО «Путь новый»

## Культура
- Дом культуры
- Музей ГУО «Новоселковская средняя школа» Ляховичского района
- Народный ансамбль «Вечарніцы»

## События и мероприятия
7 июля — праздник агрогородка, День освобождения от фашистских захватчиков.

## Достопримечательность
- Братская могила советских воинов
- Церковь Рождества Иоанна Предтечи

### Памятник, скульптура
- Памятник землякам, погибшим во Второй мировой войне

## Галерея

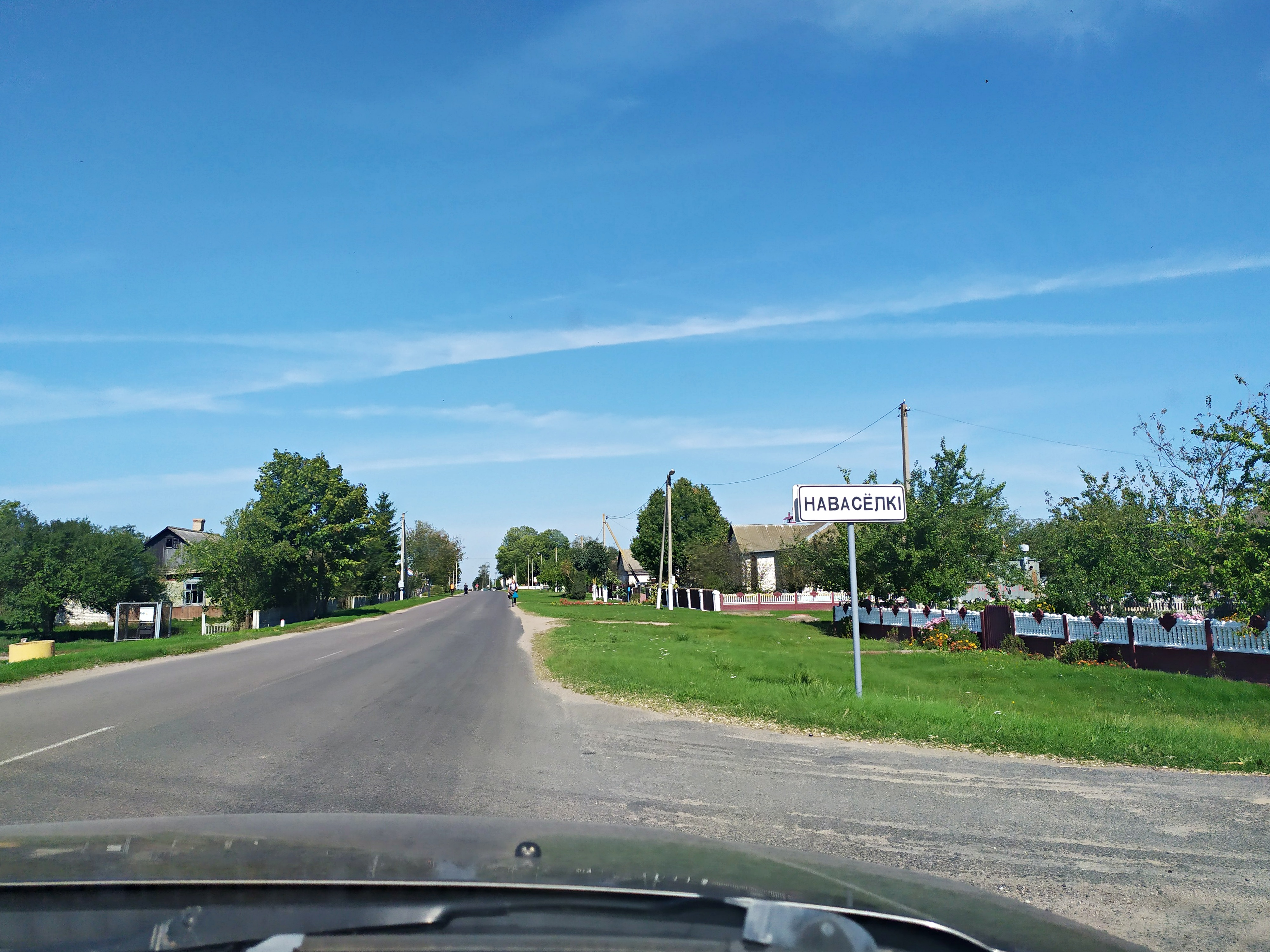
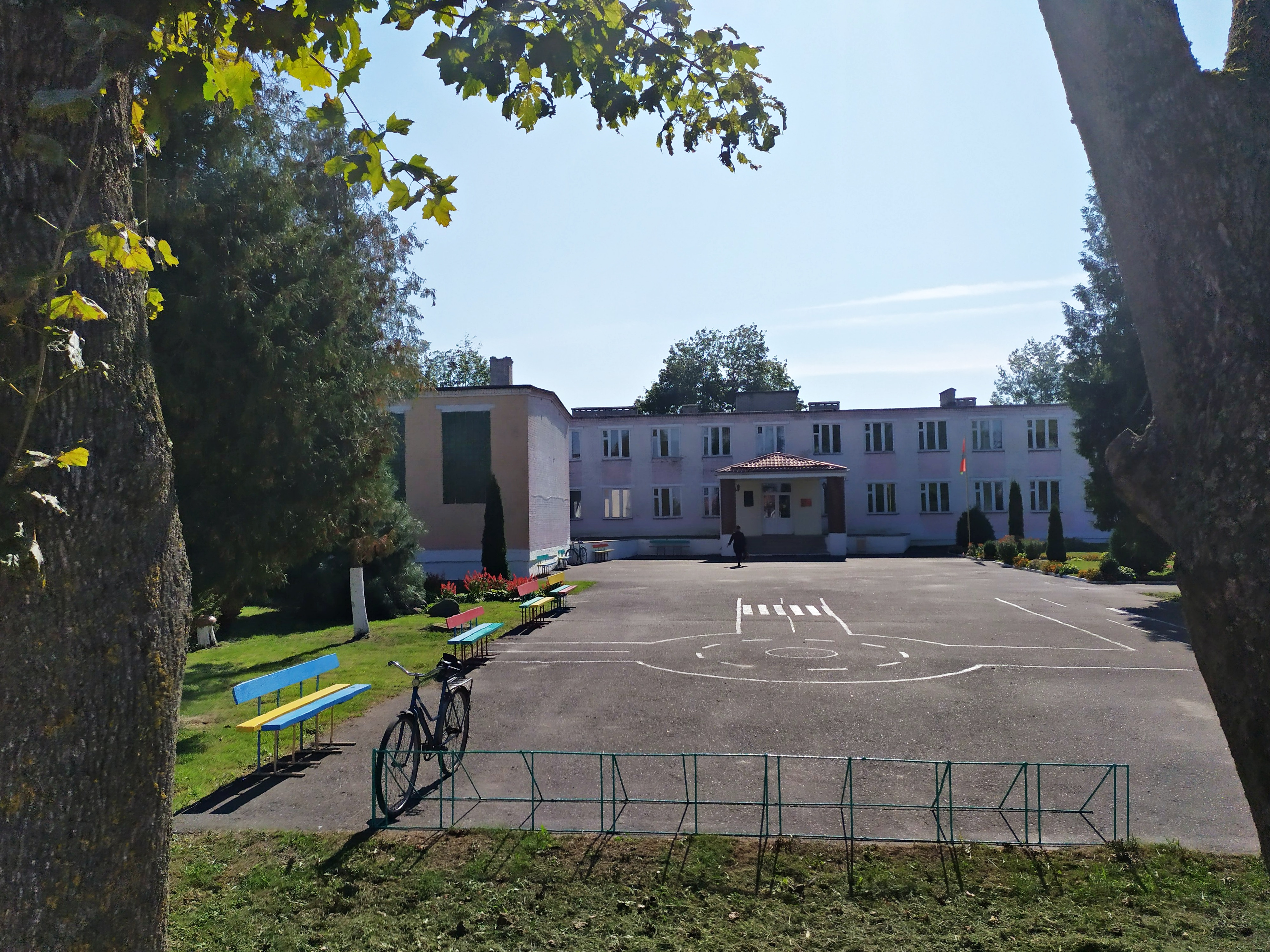
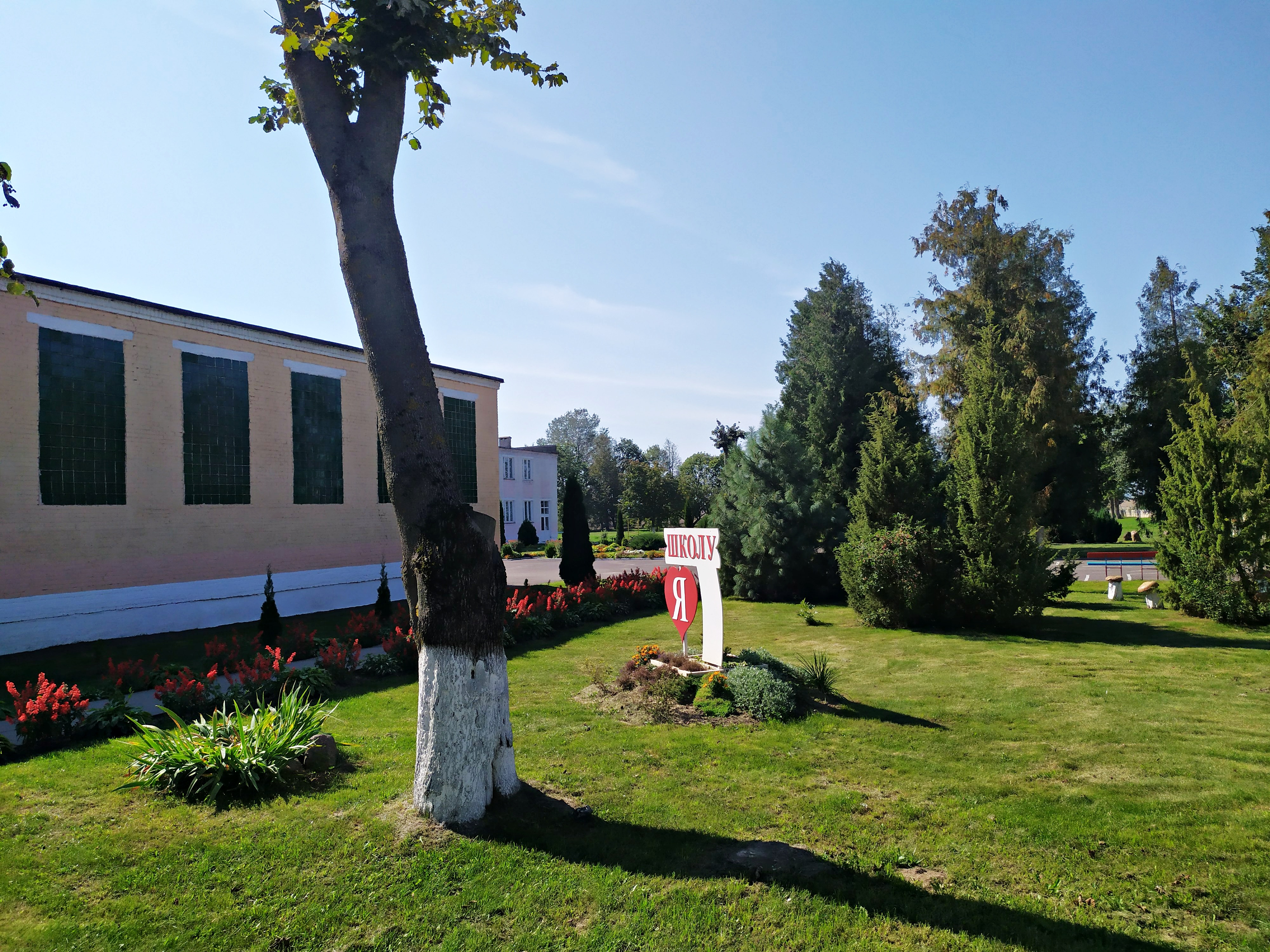
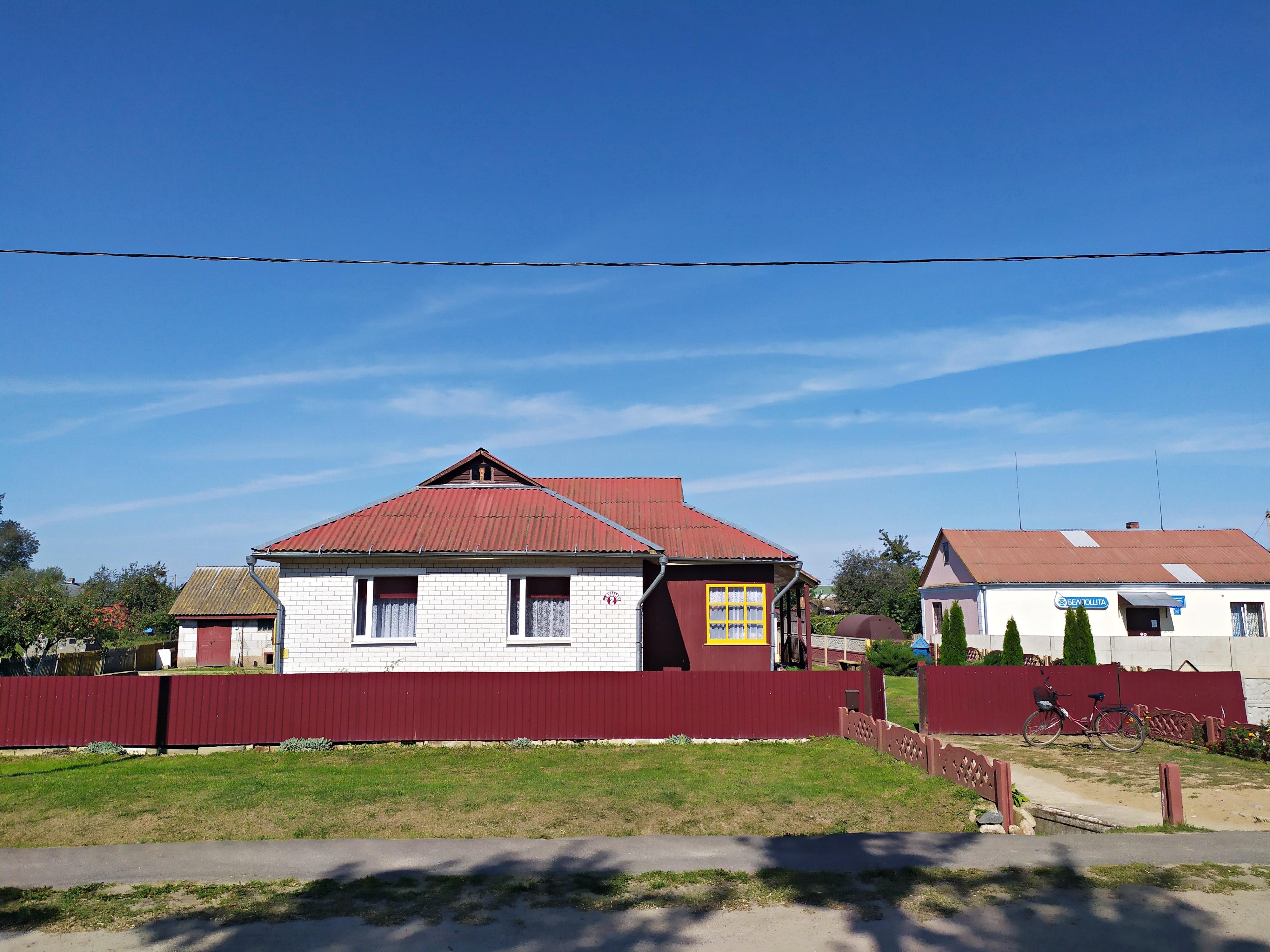
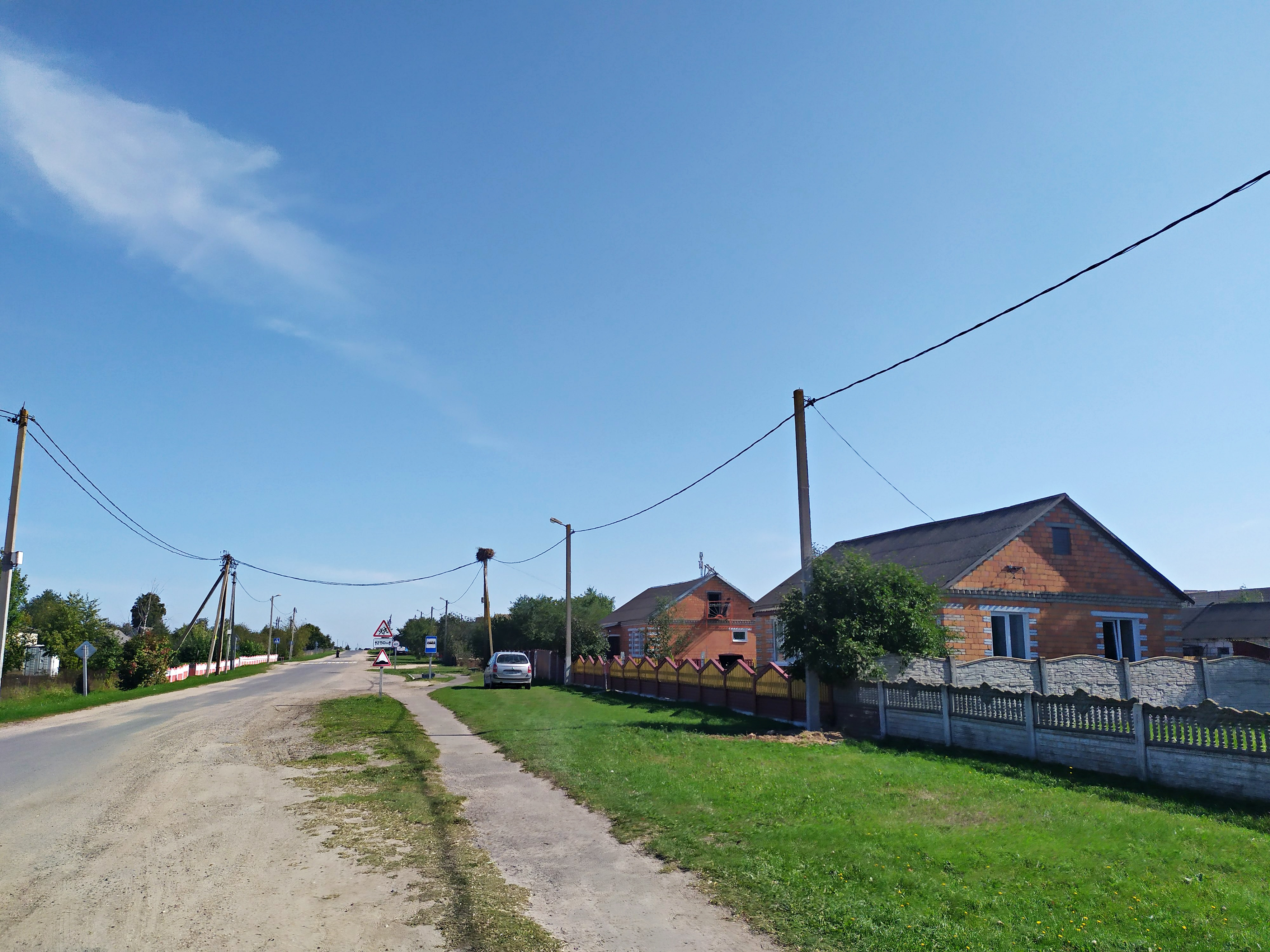
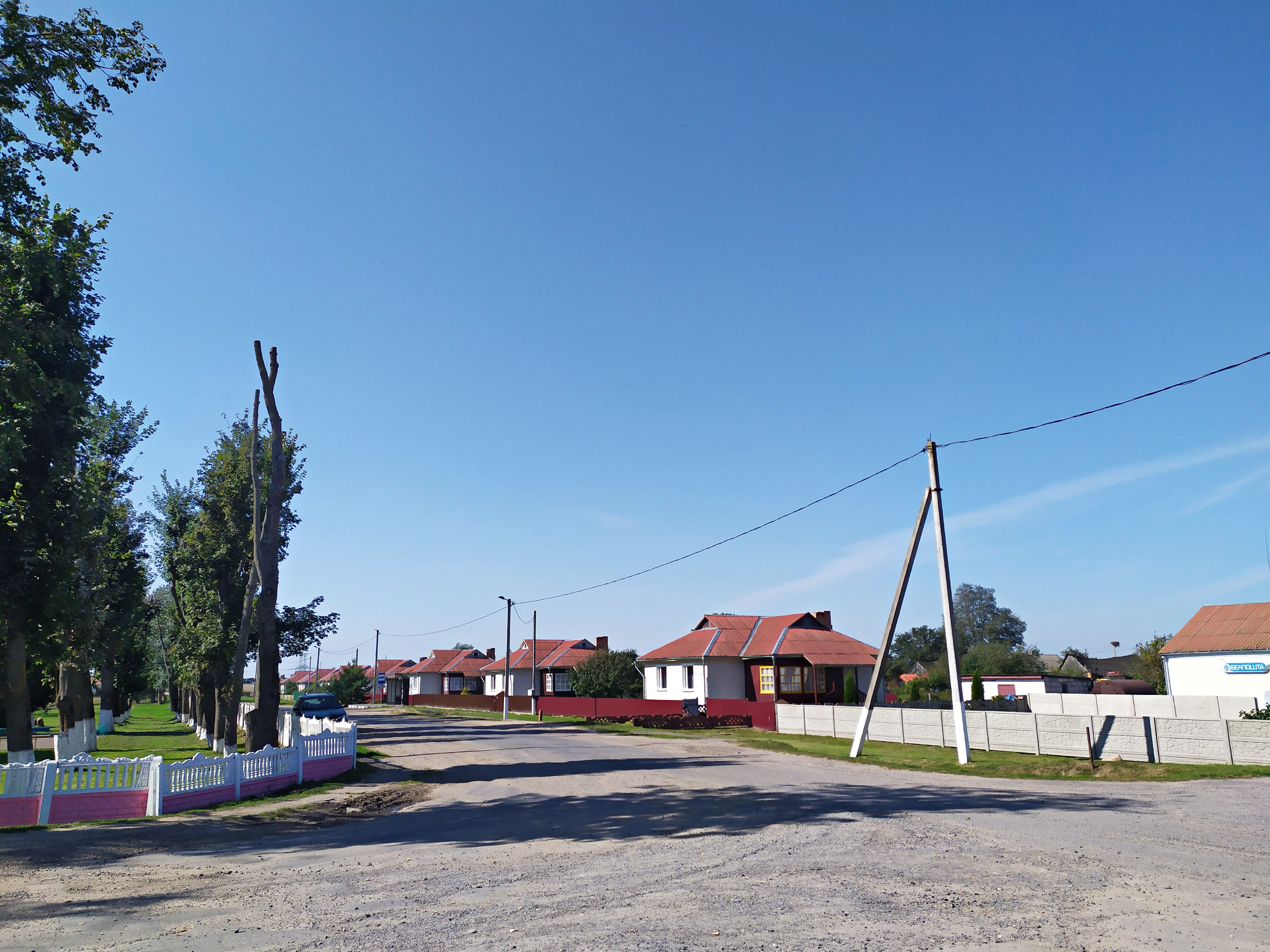
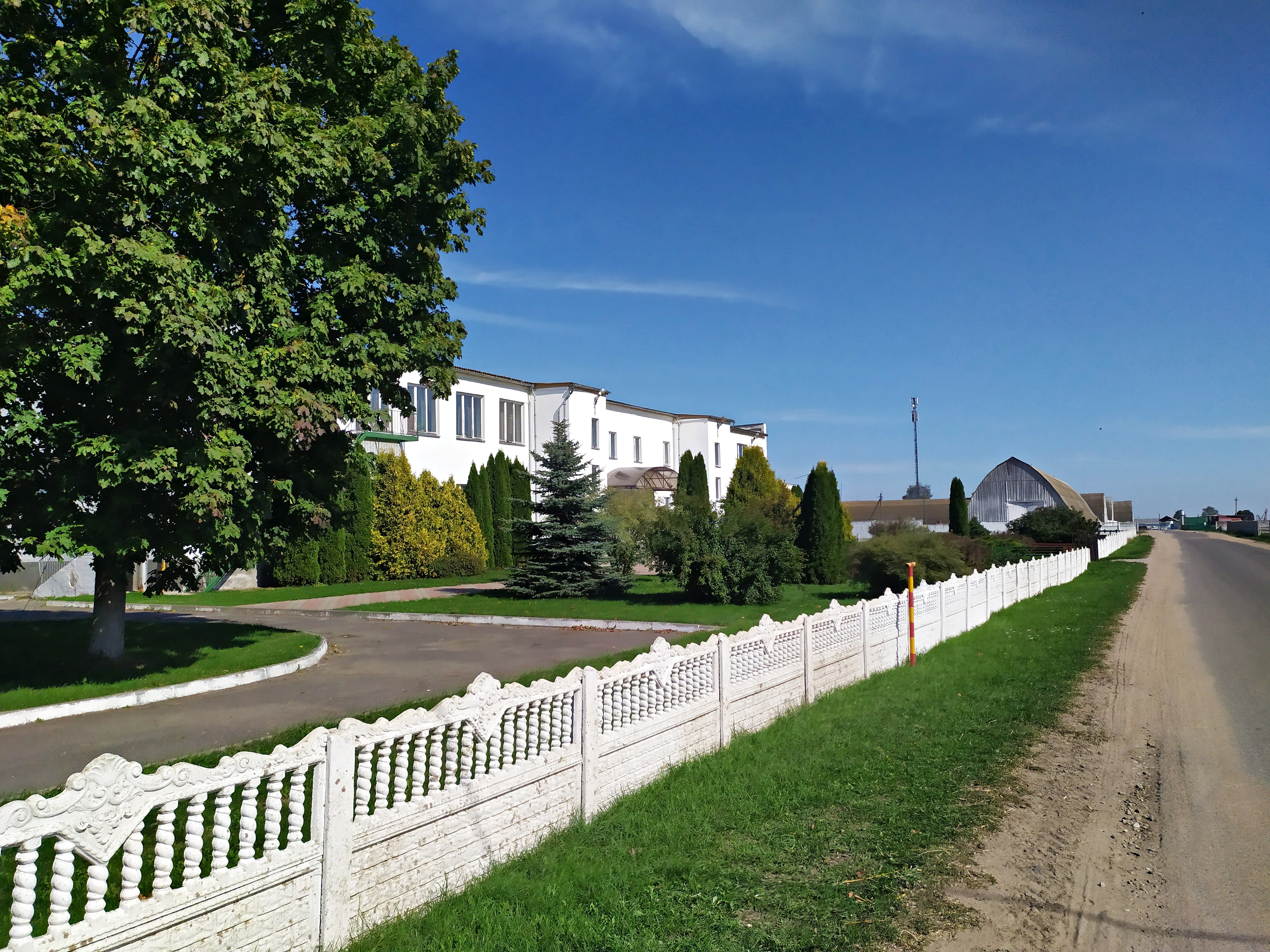
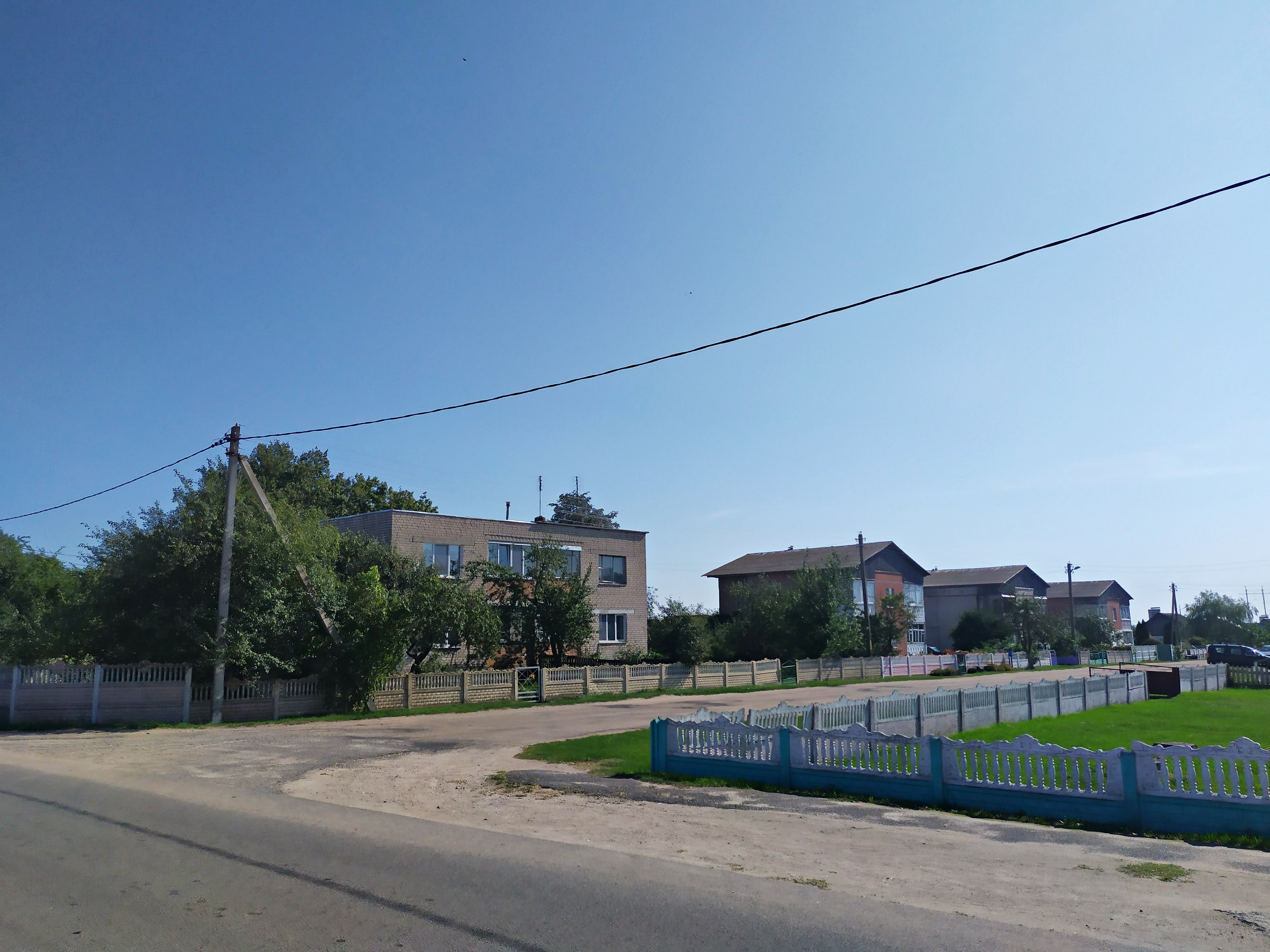
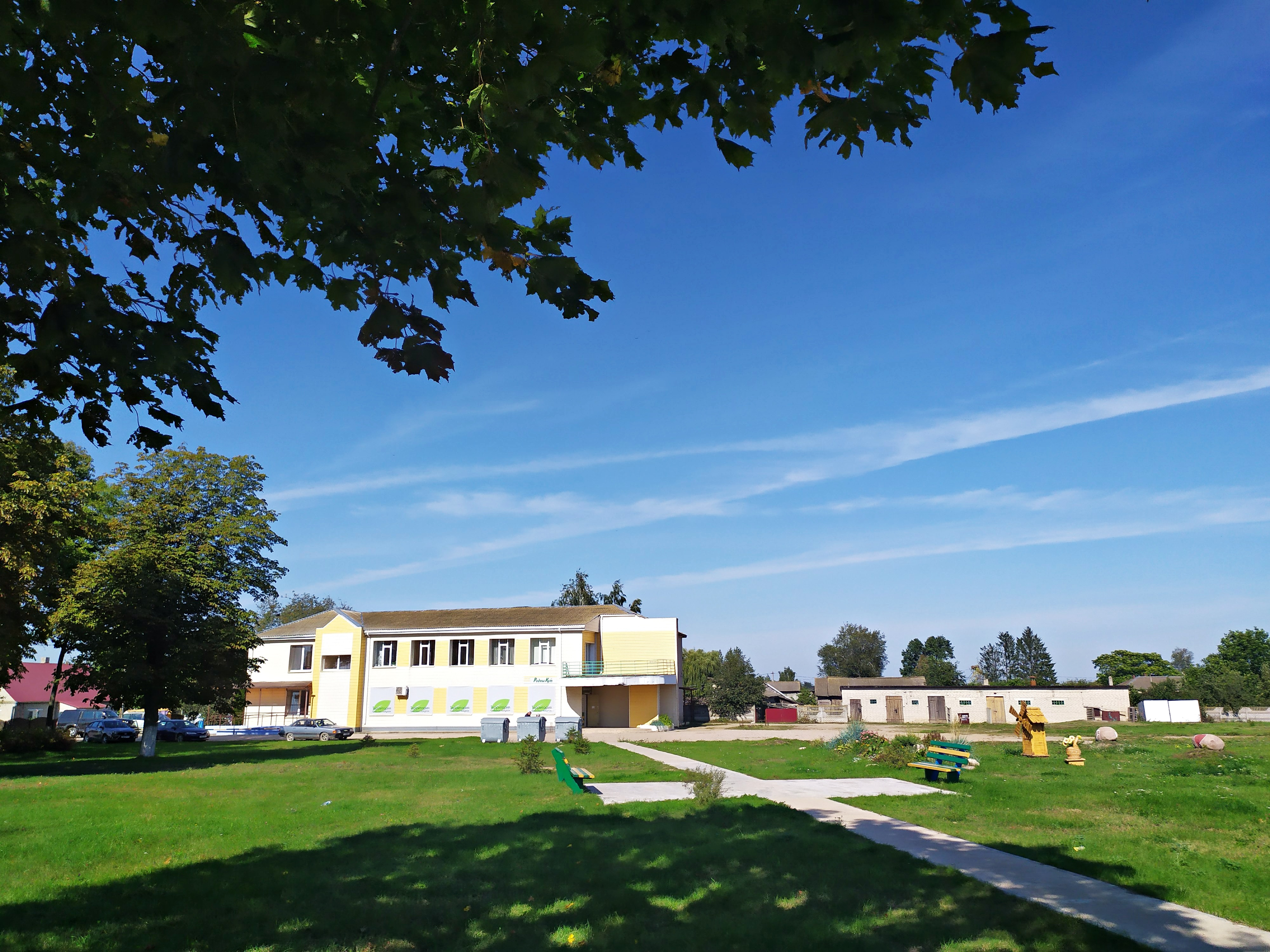
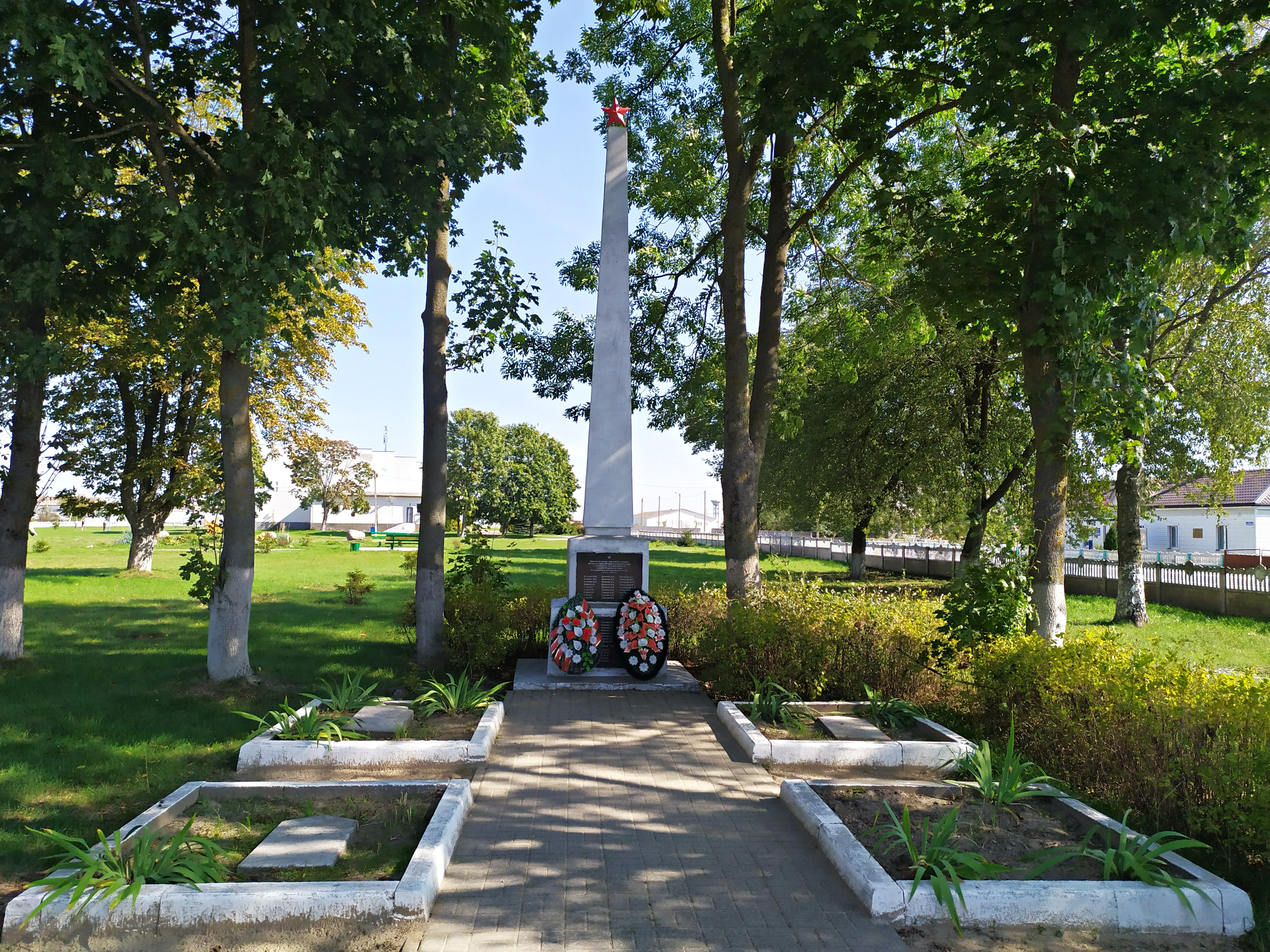
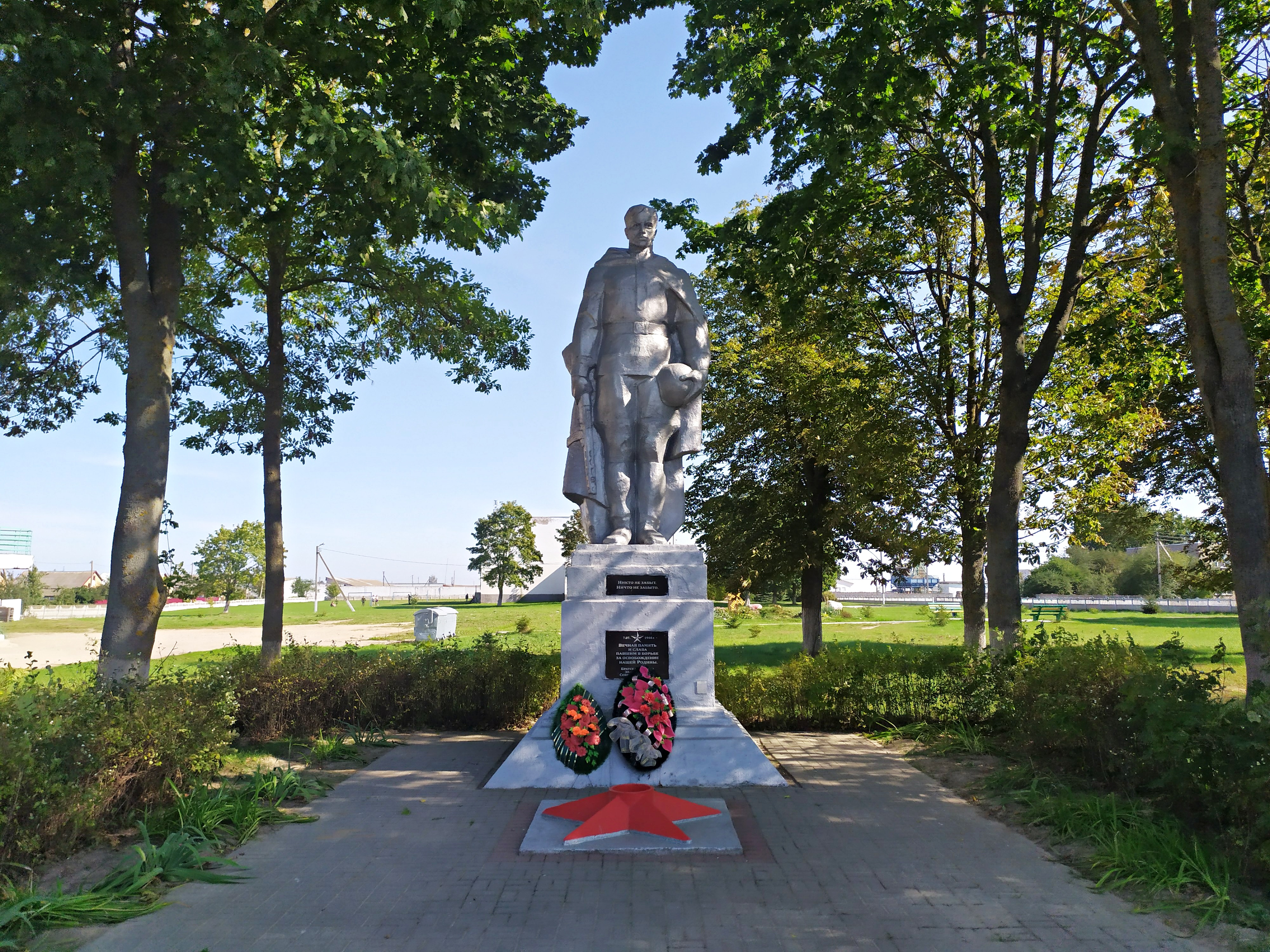